# ألن أليغري
ألن يسوع أليغري (بالإسبانية: Alan Jesús Alegre)‏ (ولد في 3 فبراير 1991 في كويلمس، الأرجنتين) وهو لاعب كرة قدم أرجنتيني يلعب حاليا كمدافع لنادي ألدوسيفي في دوري الدرجة الثانية الأرجنتيني.

## وصلات خارجية
- ألن أليغري على موقع قاعدة بيانات كرة القدم.إي يو (الإنجليزية)
- ألن أليغري على موقع Soccerway.com (الإنجليزية)

- Alan Alegre profile on Soccerway's website